# Open Sud de France 2014
L'Open Sud de France 2014 è stato un torneo di tennis giocato su campi in cemento al coperto. È stata la 27ª edizione dell'evento conosciuto prima come Grand Prix de Tennis de Lyon e successivamente come Open Sud de France, ed appartiene alla serie ATP World Tour 250 series nell'ambito dell'ATP World Tour 2014. Gli incontri si sono giocati nella Park&Suites Arena, a Montpellier, in Francia, dal 3 al 9 febbraio 2014.

## Partecipanti

### Teste di serie
| Nazionalità | Giocatore              | Ranking* | Testa di serie |
| ----------- | ---------------------- | -------- | -------------- |
| Francia     | Richard Gasquet        | 9        | 1              |
| Francia     | Gilles Simon           | 20       | 2              |
| Polonia     | Jerzy Janowicz         | 21       | 3              |
| Russia      | Dmitrij Tursunov       | 28       | 4              |
| Francia     | Gaël Monfils           | 30       | 5              |
| Finlandia   | Jarkko Nieminen        | 36       | 6              |
| Francia     | Édouard Roger-Vasselin | 38       | 7              |
| Francia     | Julien Benneteau       | 39       | 8              |

* Ranking al 27 gennaio 2014.

### Altri partecipanti
I seguenti giocatori hanno ricevuto una wildcard per il tabellone principale:
- Pierre-Hugues Herbert
- Paul-Henri Mathieu
- Gilles Simon

I seguenti giocatori sono passati dalle qualificazioni:

- Andrés Artuñedo Martínavarr
- Marc Gicquel
- Marsel İlhan
- Albano Olivetti

Lucky Loser:
- Vincent Millot

## Campioni

### Singolare
Gaël Monfils ha sconfitto in finale  Richard Gasquet per 6-4, 6-4.
- È il quinto titolo in carriera per Monfils, il primo del 2014.

### Doppio
Nikolaj Davydenko /  Denis Istomin hanno sconfitto in finale  Marc Gicquel /  Nicolas Mahut per 6-4, 1-6, [10-7].